# Eurytoma fulvivena
Eurytoma fulvivena is een vliesvleugelig insect uit de familie Eurytomidae. De wetenschappelijke naam is voor het eerst geldig gepubliceerd in 1928 door Girault.